# Joseph-Ferdinand de Habsbourg-Toscane
 (août 2008).
Si vous disposez d'ouvrages ou d'articles de référence ou si vous connaissez des sites web de qualité traitant du thème abordé ici, merci de compléter l'article en donnant les références utiles à sa vérifiabilité et en les liant à la section « Notes et références ».
Succession
Prétendant au trône de Toscane
17 janvier 1908 – 2 mai 1921
(13 ans, 3 mois et 15 jours)
Joseph-Ferdinand  de Habsbourg, archiduc d'Autriche et grand-duc titulaire de Toscane, est né le 24 mai 1872 à Salzbourg, en Autriche-Hongrie, et est mort le 28 février 1942 à Vienne, dans l’Allemagne nazie. C’est un prétendant au trône de Toscane et un militaire austro-hongrois.

## Famille
Fils de Ferdinand IV de Habsbourg-Toscane (1835-1908), et d’Alice de Bourbon-Parme (1849-1935), il devient héritier du trône de Toscane après le mariage morganatique de son frère aîné en 1903. En tant qu'archiduc d'Autriche, il est officier dans l'armée autrichienne pendant la Première Guerre mondiale. En 1921, après la chute de la monarchie, il épouse morganatiquement Rose Kaltenbrunner (1878-1928), puis, devenu veuf, il épouse en 1929 Gertrude Tomaneck (1902-1997)
De cette deuxième union sont issus :
- Claude Marie de Habsbourg-Toscane (6 avril 1930-2017[1]) ;
- Maximilien François de Habsbourg-Toscane (17 mars 1932- 30 avril 2024[2]), qui épouse en 1961 Doris Williams (1929), dont Maria Camilla de Habsbourg Toscane (1962).

## Biographie

### Jeunesse
Deuxième fils du grand-duc Ferdinand IV de Toscane, Joseph-Ferdinand naît à Salzbourg en 1872. En 1903, il devient héritier du trône toscan après que son frère aîné, le prince Léopold-Ferdinand, a renoncé à ses droits successoraux pour épouser une roturière, Wilhelmine Abramovic. Cinq ans plus tard, en 1908, Joseph-Ferdinand succède à son père comme chef de la Maison de Habsbourg-Toscane.

### Formation et carrière militaire
Joseph-Ferdinand suit une formation militaire à l’Oberrealschule (de) de Hranice (en Moravie) puis à l'Académie militaire thérésienne de Wiener Neustadt. Une fois diplômé, il est nommé lieutenant au Tirol Jäger regiment le 18 août 1892. Puis, de 1895 à 1897, il intègre l'École autrichienne de guerre (en) de Vienne. Après avoir été envoyé dans différents régiments d’infanterie, il est ensuite nommé lieutenant-colonel en 1903 et commande, de 1905 à 1908, le 93e régiment d’infanterie en tant que colonel puis la 5e brigade d’infanterie.
Joseph-Ferdinand se passionne très tôt pour l’aviation mais son intérêt n’est pas partagé par les cercles militaires de son époque. Dès l’enfance, le prince est fasciné par les aéronefs et il organise, en 1909, un voyage de seize jours en montgolfière de son manoir de Linz jusqu’à Dieppe, en France.
En janvier 1911, Joseph-Ferdinand reçoit le commandement de la IIIe division d’infanterie à Linz. Peu de temps après, le 1er mai 1911, il est promu maréchal de camp.

### Première Guerre mondiale
En août 1914, Joseph-Ferdinand prend le commandement du XIVe corps d’armée, succédant au général de cavalerie Viktor von Dankl, nommé commandant de la 1re armée, bénéficiant ainsi du changement de commandement sur le front de l'Est. Le prince est alors placé sous le commandement de la 3e armée austro-hongroise du général Rudolf von Brudermann. Début septembre 1914, les batailles de Zlota et de Gnila Lipa (de) détruisent quasiment la 3e armée. Après la bataille de Rava-Rouska, la 4e armée du général Moritz von Auffenberg est elle aussi décimée. Joseph-Ferdinand est alors choisi pour remplacer Auffenberg le 1er octobre tandis que Joseph Roth (de) prend la direction du XIVe corps le 30 septembre.
Joseph-Ferdinand reste le commandant de la 4e armée jusqu’au début du mois de juin 1916. Au mois de juin 1915, son armée joue un rôle essentiel dans la poursuite des troupes russes dont le front a été rompu lors de l'offensive de Gorlice-Tarnów ; il ne parvient pas cependant, en septembre, à poursuivre l'exploitation en Galicie, face à de solides défenses russes : l'échec de l'offensive de Rivne et la débâcle de la 4e armée face à la contre-attaque de la 8e armée russe lui valent, sur l'exigence du Haut État-major allemand, d'être subordonné au général allemand Alexander von Linsingen. 
L'année suivante, face à l'offensive russe ordonnée par le général Alexeï Broussilov à la jonction des 1re et 4e armées allemande et austro-hongroise, il échoue, non seulement à tenir le front avec ses unités, mais aussi à maintenir la cohésion de son armée, pratiquement détruite. Après ce grave revers, le haut-commandement allemand exige le remplacement de Joseph-Ferdinand par le général Karl Tersztyánszky von Nádas : cette exigence pousse le chef d'état-major austro-hongrois Franz Conrad von Hötzendorf à relever l'archiduc de son commandement. Le limogeage de l'archiduc crée un précédent, remettant en cause le prestige de la dynastie des Habsbourg.
À la suite de l’accession de Charles Ier sur le trône en novembre 1916, Joseph-Ferdinand se voit offrir le poste d’Inspecteur général des Forces aériennes impériales et royales. Malgré l’opposition du haut-commandement, l’archiduc est nommé à ce poste le 8 juillet 1917 et y reste jusqu’au 3 septembre 1918.

### Après la chute de la monarchie
Après la guerre, Joseph-Ferdinand s’établit à Vienne, où il mène une vie simple. Le 2 mai 1921, il épouse la roturière Rosa Kaltenbrunner et renonce donc à son statut de chef de la branche des Habsbourg de Toscane. En 1928, Joseph-Ferdinand devient veuf. Un an plus tard, le 27 janvier, il se remarie à une femme de la petite noblesse, Gertrude Tomanek von Beyerfels-Mondsee, avec laquelle il a deux enfants.
Lorsque l’Anschluss est proclamé en 1938, Joseph-Ferdinand est arrêté avec 70 000 autres Viennois. Il est alors interrogé par la Gestapo et envoyé à Dachau, où il est emprisonné durant trois mois. Les conditions de son emprisonnement sont très dures et sa santé se dégrade rapidement. Après sa libération, il mène une existence solitaire, sous la surveillance constante de la Gestapo. Il meurt finalement le 28 février 1942.